# Lighttpd
lighttpd (composició dels mots light i httpd) és un servidor web de codi obert optimitzat per a entorns on la velocitat és crítica, tot i mantenint tots els protocols estàndards. Ofereix molta flexibilitat i seguretat. Va ser escrit originàriament per Jan Kneschke per a resoldre el problema de tenir un servidor processant 10.000 connexions.

## Característiques
- Virtual hosting (permet allotjar diversos dominis a la mateixa IP)
- CGI, SCGI i FastCGI
- Suport per PHP, Ruby, Python i altres
- Entorn chroot
- Xifrat SSL
- Compressió (gzip, bzip2, ...)
- Autenticació (LDAP, htpasswd, altres)
- Server Side Includes
- Consum de memòria constant
- Redireccions HTTP, i reescriptures d'URL
- Pot enviar parts d'un fitxer (rangs)
- Pot usar select() o poll()
- També permet altres sistemes de notificació d'events com kqueue i epoll
- Fa estadístiques mitjançant RRDtool
- Motra un llistat de fitxers quan entra a un directori sense index.html
- Redirecció condicional
- Permet mòduls externs
- Cache Meta Language
- Accepta part de WebDAV

Un listado más detallado de sus características se puede ver aquí.